# Metendothenia balanacma
Metendothenia balanacma es una especie de polilla del género Metendothenia, tribu Olethreutini, familia Tortricidae. Fue descrita científicamente por Meyrick en 1914.
La especie se mantiene activa durante los meses de enero, febrero, marzo, abril, mayo, julio, septiembre y octubre.

## Distribución
Se distribuye por Kenia, Botsuana, Zimbabue, Sudáfrica, Malaui y Mozambique.